# بيير لافينانت
بيير لافينانت (بالفرنسية: Pierre Lavenant)‏ (3 أغسطس 1995 بسان مالو في فرنسا - ) هو لاعب كرة قدم فرنسي في مركز الوسط. شارك مع منتخب فرنسا تحت 18 سنة لكرة القدم ومنتخب فرنسا تحت 19 سنة لكرة القدم. أما مع النوادي، فقد لعب مع نادي سيدان ونادي لوريان.

## روابط خارجية
- بيير لافينانت على موقع رابطة كرة القدم الفرنسية للمحترفين (الإنجليزية)
- بيير لافينانت على موقع قاعدة بيانات كرة القدم.إي يو (الإنجليزية)
- بيير لافينانت على موقع Soccerway.com (الإنجليزية)
- بيير لافينانت على موقع AS.com (الإسبانية)